# Josef Frank
Ne doit pas être confondu avec Josef Frank (homme politique tchécoslovaque).
Josef Frank (né le 15 juillet 1885 à Baden et mort le 8 janvier 1967 à Stockholm) était un architecte austro-suédois. Il est considéré comme l'un des fondateurs du design moderne suédois. Avec Oskar Strnad, il crée la Wiener Modern ("l'Ecole d'Architecture Moderne de Vienne"). Ensemble, ils réalisent plusieurs esquisses pour des projets d'architecture moderne et de design d'intérieur.
L'incompréhension initialement portée à l'égard de sa conception d'un modernisme humain, le poussera à quitter Vienne en 1934, pour s'établir en Suède, où ses travaux devinrent pleinement reconnus.

## Biographie
Josef Frank a grandi à Vienne dans une famille juive, avec un père commerçant en textile et une mère artiste qui fabriquait des motifs textiles. Il étudie l'architecture à l'Université technique de Vienne jusqu'en 1908, puis effectue un stage à Berlin en 1908-09 auprès de Bruno Möhring, tandis que Sigurd Lewerentz s'y forme également. Après son stage, il s'établit comme architecte à Vienne. En 1910, il soutient sa thèse sur les édifices religieux de l'architecte florentin Leon Battista Alberti. Il conçoit également des meubles et des textiles pour son propre cabinet, Haus & Garten, et se voit confier la conception de l'école de gymnastique « Die Schwedische Turnschule » d'Esther Strömberg à Vienne. C'est dans ce cadre qu'il rencontre Anna Sebenius. Ils se marient civilement à Cologne et sont mariés par Konrad Adenauer.
En 1927, il est représenté à l'exposition Weissenhofsiedlung à Stuttgart et, en 1932, il est responsable artistique et initiateur de l'exposition Werkbundsiedlung à Vienne. 
Vers 1910, il commence à concevoir des meubles et des textiles pour ses propres intérieurs. Il entre en contact avec la fondatrice de Svenskt Tenn, Estrid Ericson, à la fin des années 1920. Avec l'architecte Oscar Wlach, il avait présenté le modèle de chaise 2025 à l'exposition de Paris en 1925. L'assise est en rotin et le dossier en bambou. En 1933, il est contraint à l'exil et s'installe à Stockholm. Par la suite, il travaille principalement dans le domaine du mobilier et de la décoration d'intérieur, concevant des meubles, des motifs de papier peint et des impressions sur tissu pour Svenskt Tenn à Stockholm. Les œuvres de Frank comprennent également la Villa Beer à Vienne. Il est représenté au Nationalmuseum de Stockholm et au musée Röhss de Göteborg.
Dans les années 1950, à l'âge de 68 ans, Josef Frank commence à peindre des aquarelles. Pendant les étés 1953-1963, il peint des aquarelles à Dieulefit, en Provence, avec son ancienne élève de la Kunstgewerbeschule de Vienne, l'artiste autrichienne Trude Waehner. Les aquarelles n'ont été qu'exceptionnellement vendues ou données par Frank et ont été montrées au public pour la première fois en 2016 à Millesgården à Lidingö.
Après la mort d'Anna Frank en 1957, Josef Frank a vécu avec Dagmar Grill, qui était la cousine d'Anna.
En 2010, le mémorial de Josef Frank a été inauguré sur Rindögatan on Gärdet à Stockholm, près de l'endroit où il vivait. Sur le site se trouve la chaise 2025, deux chaises en bronze de Josef Frank. Aujourd'hui, ce modèle de chaise est une pierre angulaire de la gamme Svenskt Tenn. 

## Reconnaissance
Le 15 juillet 2010, un Doodle remplaçait le logo de Google pour souligner le 125e anniversaire de l'architecte.

## Plus grands projets

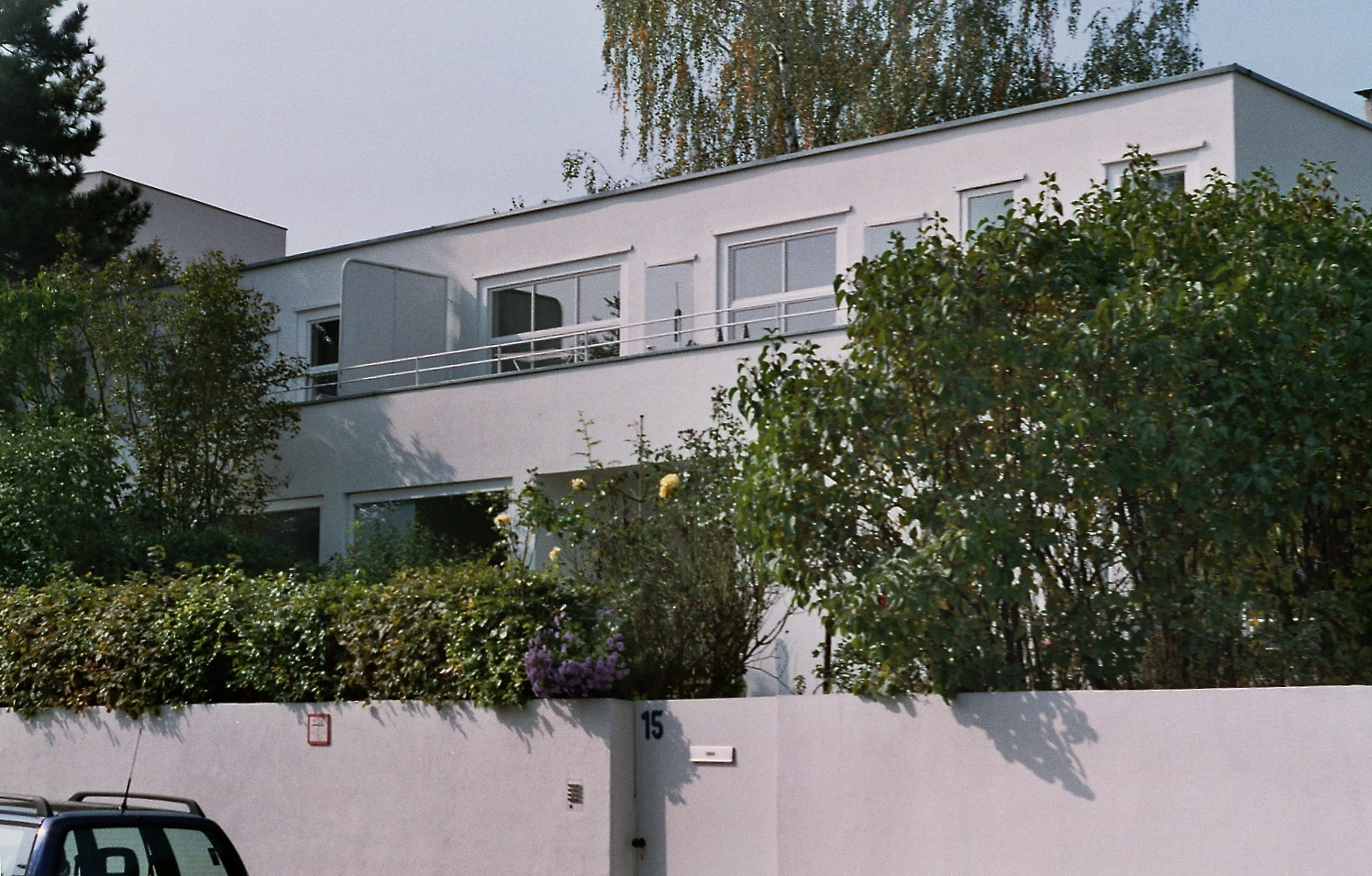
Duplex in the Weißenhofsiedlung, Stuttgart

- Maison Claëson à Falsterbo (1924-1927)
- Maison pour Vienna XIII (1926)
- Maison pour M S à Los Angeles (1930)
- Villa Beer à Vienne (1930)
- Villa Wehtje à Falsterbo (1936)